# كريس تايلور (لاعب كريكت)
كريس تايلور (27 سبتمبر 1976 - ) (بالإنجليزية: Chris Taylor)‏ هو لاعب كريكت بريطاني. لعب مع نادي مقاطعة غلوستر للكريكت ‏.

## وصلات خارجية
- كريس تايلور على موقع إي آس بي آن كريك إنفو (الإنجليزية)